# Adams försvar
Den här artikeln använder algebraisk schacknotation för att beskriva schackdragen.
Adams försvar är en ovanlig schacköppning som definieras av dragen:
1. e4 Sh6